# Augusto Moccetti
Augusto Moccetti (* 3. Juli 1850 in Bioggio; † 7. Juli 1900 in Liestal) war ein Schweizer Architekt und Ingenieur.

## Leben
Augusto Moccetti besuchte zuerst als Schüler von Professor Giuseppe Fraschina das Lyzeum in Lugano, dann zog er nach Mailand, wo er im Atelier des Ingenieurs Veratti arbeitete und am Bau und an der Restaurierung der Kirche Santa Eufemia mitwirkte. In den Jahren 1873–1874 war er mit seinem Schwager in Algerien, wo er Paläste erbaute. Zurückgekehrt nach Bioggio, arbeitete er für die Schweizerischen Bundesbahnen als Architekt. 1883 erstellte er den Stadtplan von Lugano, 1894 daselbst den grossen Wassertank und 1895 den öffentlichen Brunnen am Manzoni-Platz.
Im Jahr 1878 begann er seine militärische Karriere als angehender Instruktor der Waffe der Genietruppen in der Schweizer Armee. Er war zuletzt Oberstleutnant. Er starb auf dem Waffenplatz Liestal.